# Georgsplatz (Hannover)

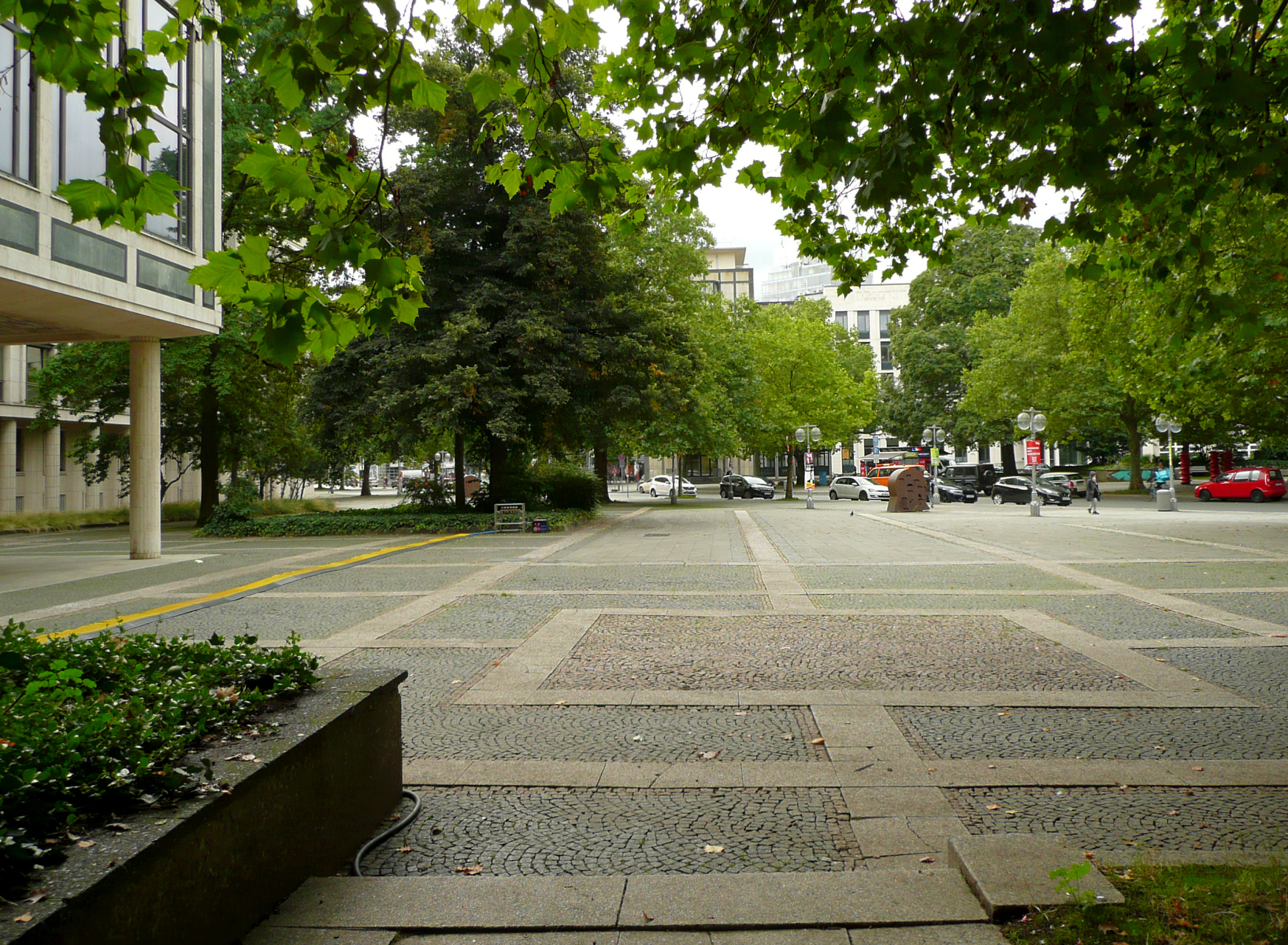
Ostseite des Georgsplatz, links die Nord/LB

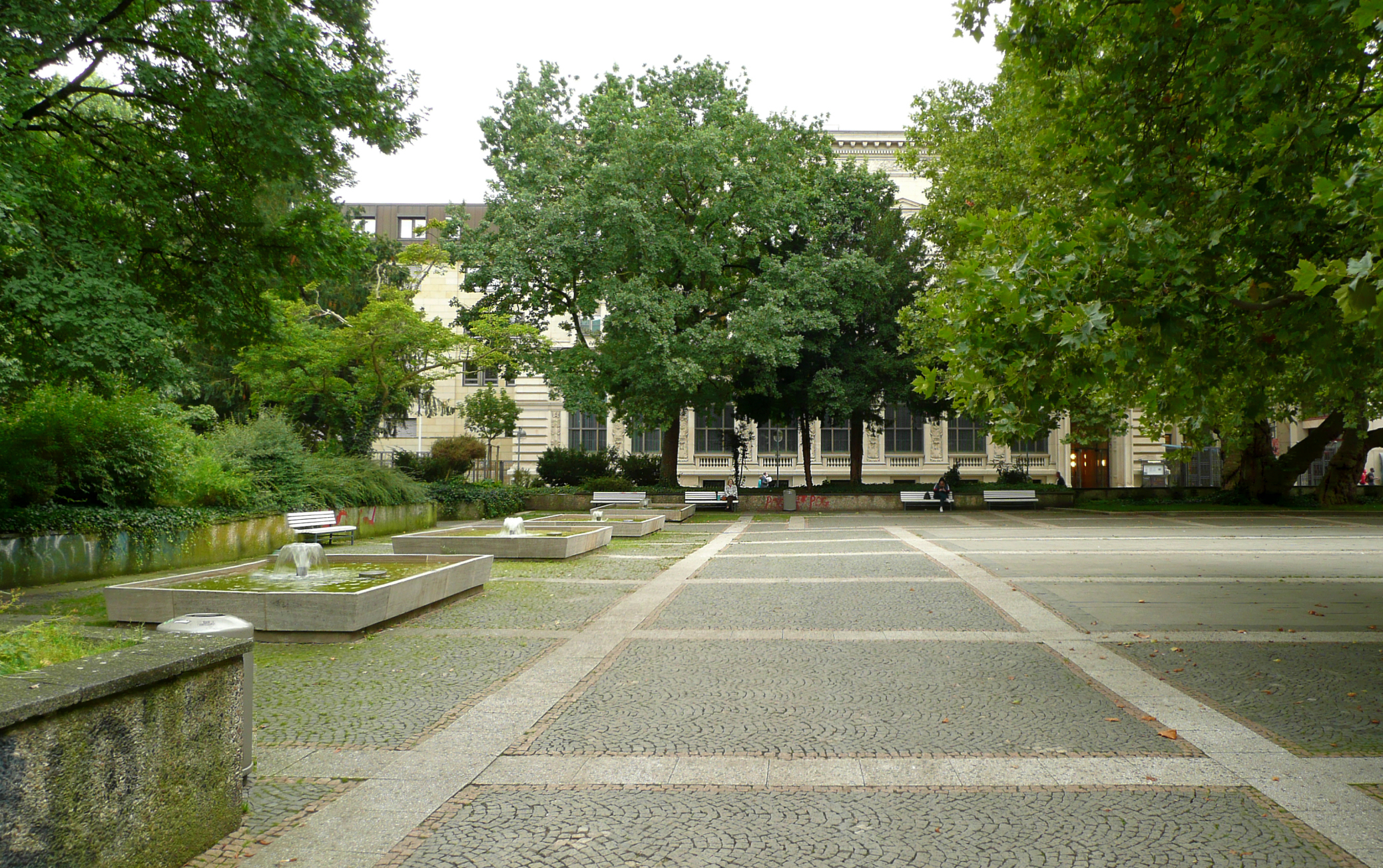
Westseite des Platzes

Der Georgsplatz  in Hannover ist ein Platz an der Georgstraße zwischen dem Aegidientorplatz und dem Opernplatz. Er liegt im Stadtteil Mitte des Stadtbezirks Mitte.

## Beschreibung
Der rechteckige Platz hat eine Länge von rund 140 Meter und eine Breite von etwa 100 Meter. Er wird von der Georgstraße diagonal durchschnitten, die ihn in eine westliche und eine östliche Platzhälfte teilt. Durch die Neugestaltung ab 1956 erhielt der Platz ein Rasternetz mit farbigem Bodenbelag und Mauerrabatten zur Abschirmung von Sitzbänken gegenüber der Straße. Des Weiteren wurden Wasserbecken mit Fontänen aufgestellt. Auf dem Platz befindet sich Kunst im öffentlichen Raum mit einer Reihe von Kunstwerken, wie L’Air von Aristide Maillol, beleuchtete Sitzbänke von Francesco Mariotti, drehbare Schrauben von HAWOLI, Kopf mit zwölf Augen von Horst Antes und das Leibniz-Denkmal.

Kunst im öffentlichen Raum
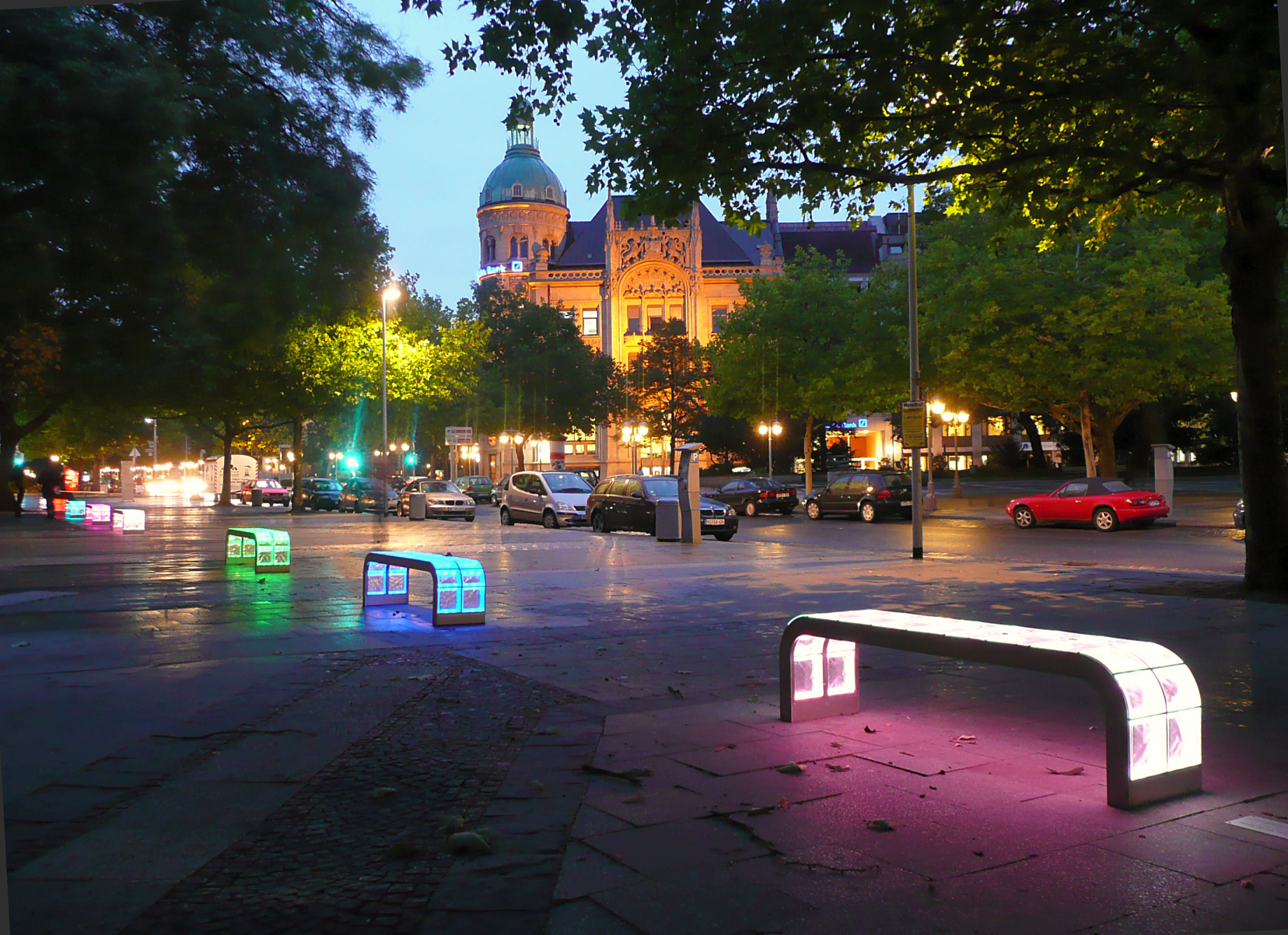
Beleuchtete Sitzbänke von Francesco Mariotti
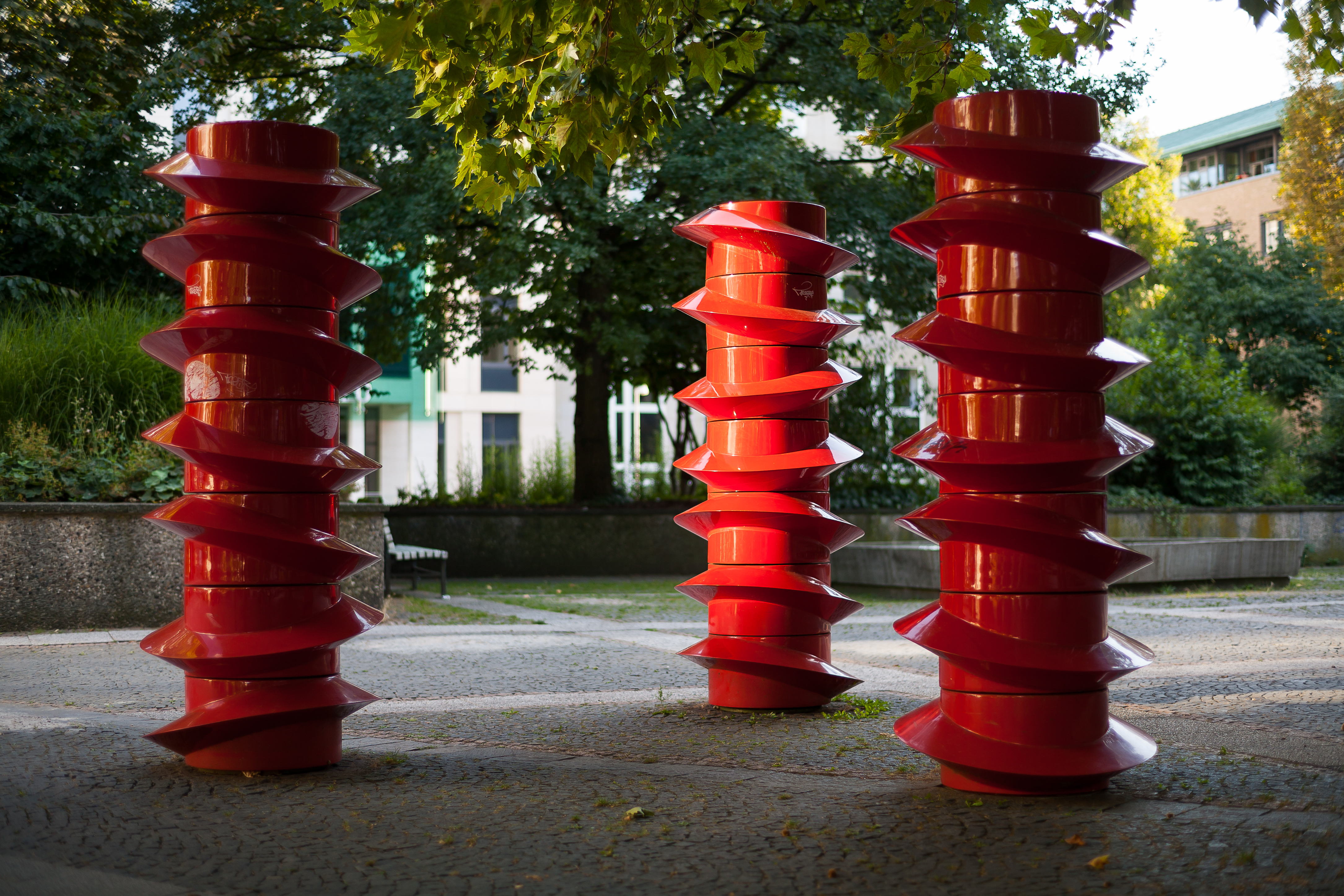
Drehbare Schrauben von HAWOLI
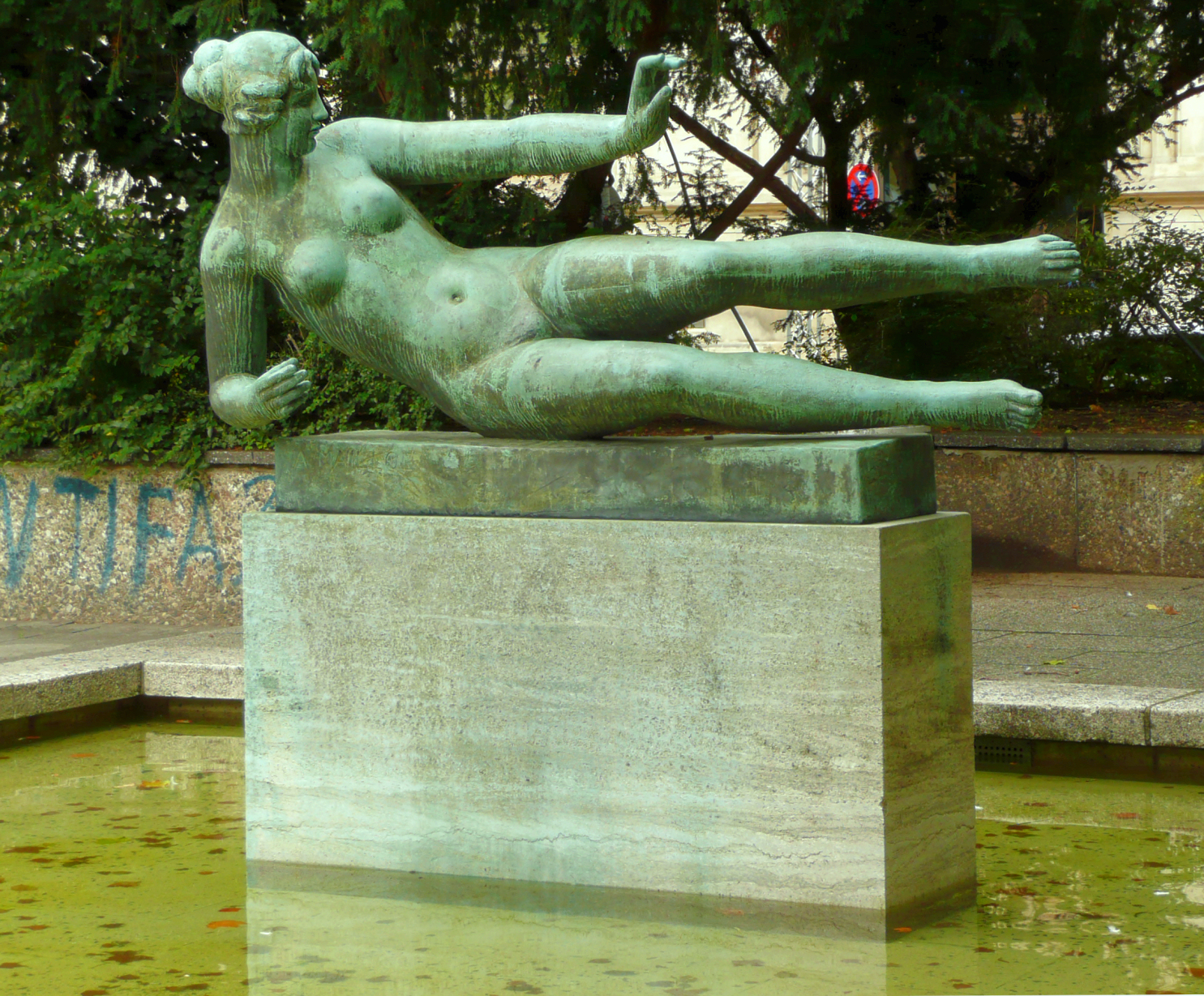
L’Air von Aristide Maillol
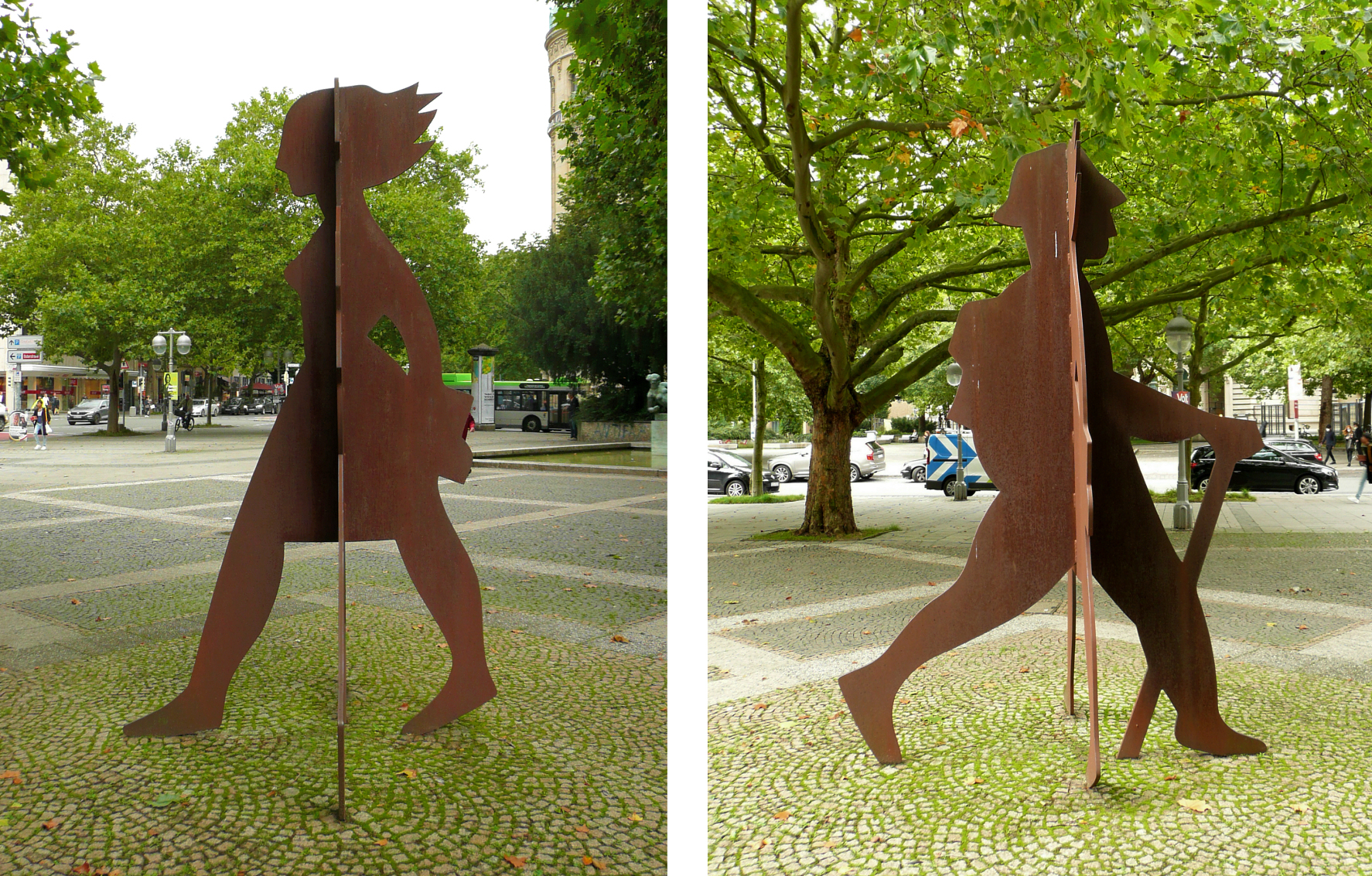
Zwei Ansichten der Stahlskulptur Die Wanderer von Michael Otto

## Geschichte

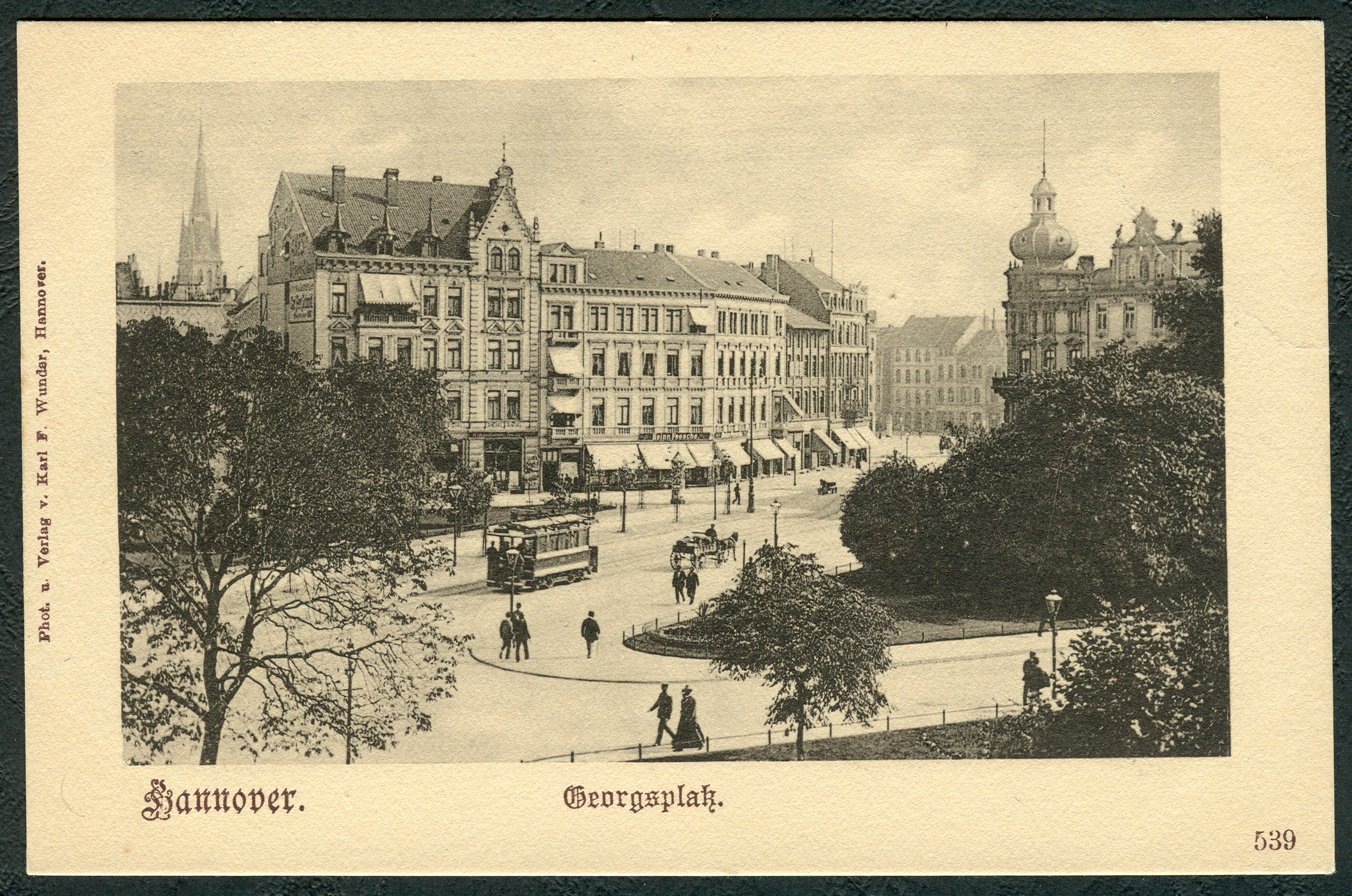
Um 1898: Der Georgsplatz mit Blick in Richtung Aegidientorplatz

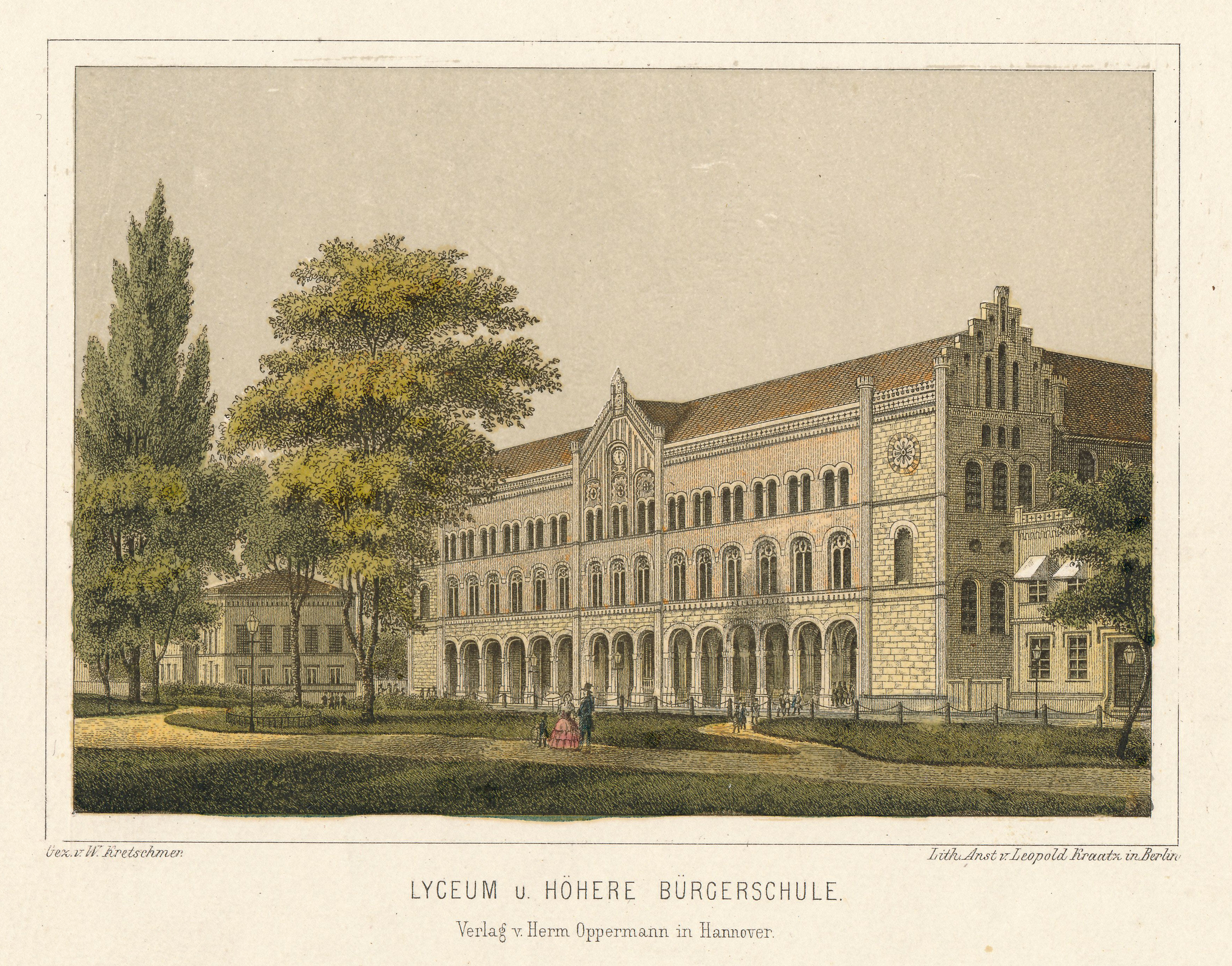
Das 1854 am Georgsplatz erbaute Lyceum mit höherer Bürgerschule, das spätere Kaiser-Wilhelm- und Ratsgymnasium Hannover; an der gleichen Stelle wurde 1958 die Norddeutsche Landesbank errichtet

Der Georgsplatz ist, ebenso wie die ab 1787 entstandene Georgstraße, nach Georg III., Kurfürst von Braunschweig-Lüneburg, benannt. Die Platzbenennung erfolgte 1822. Ursprünglich war der Platz als Grünfläche angelegt worden, da er sich im Bereich von Gärten außerhalb der Bebauung befand. Bereits 1807 zeichnete ihn der spätere Hof- und Ratsmaurermeister Johann Georg Taentzel auf einem Stadtplan als Endpunkt der Georgstraße ein. Auf einem Stadtplan von 1847 befindet sich der Platz in einem rechtwinkligen Straßenraster mit Bebauung, die 1854 abgeschlossen war. Die Randlage des Platzes wurde 1861 beseitigt, als ein Durchstich zur Hildesheimer Straße erfolgte.
Die beiden Platzhälften nahmen eine unterschiedliche Entwicklung. Auf der östlichen Hälfte entstand 1854 das Ratsgymnasium mit dem Schillerdenkmal. Der Stadtgärtner Julius Trip gestaltete den Platz 1890 zum Schmuckplatz mit einer alleebegleiteten Promenade um. 
Gegen Ende des 19. Jahrhunderts schuf der Maler Gustav Koken ein Aquarell des Platzes, das sich im Historischen Museum Hannover erhalten hat.
Ab 1896 erfolgte der Ausbau des Platzes zum Bankenviertel. Zuerst entstand auf der westlichen Seite 1896 das Reichsbankgebäude, heute Bundesbank-Filiale Hannover. Am nördlichen Rand der östlichen Seite entstand 1901 das Gebäude der Hannoverschen Bank, heute Deutsche Bank.
In der Zeit des Nationalsozialismus wurde der Platz 1933 nach dem NSDAP-Politiker und Preußischen Kultusminister Bernhard Rust benannt, der Lehrer am Ratsgymnasium war. Nach dem Zweiten Weltkrieg siedelten sich am Georgsplatz weitere Bankinstitute an, wie die Norddeutsche Landesbank als Neubau auf dem Areal des kriegszerstörten Ratsgymnasiums, die Stadtsparkasse Hannover bis zum Neubau am Raschplatz und das Bankhaus Lücke & Lemmermann, später BHF-Bank.

## Motorradtreffpunkt

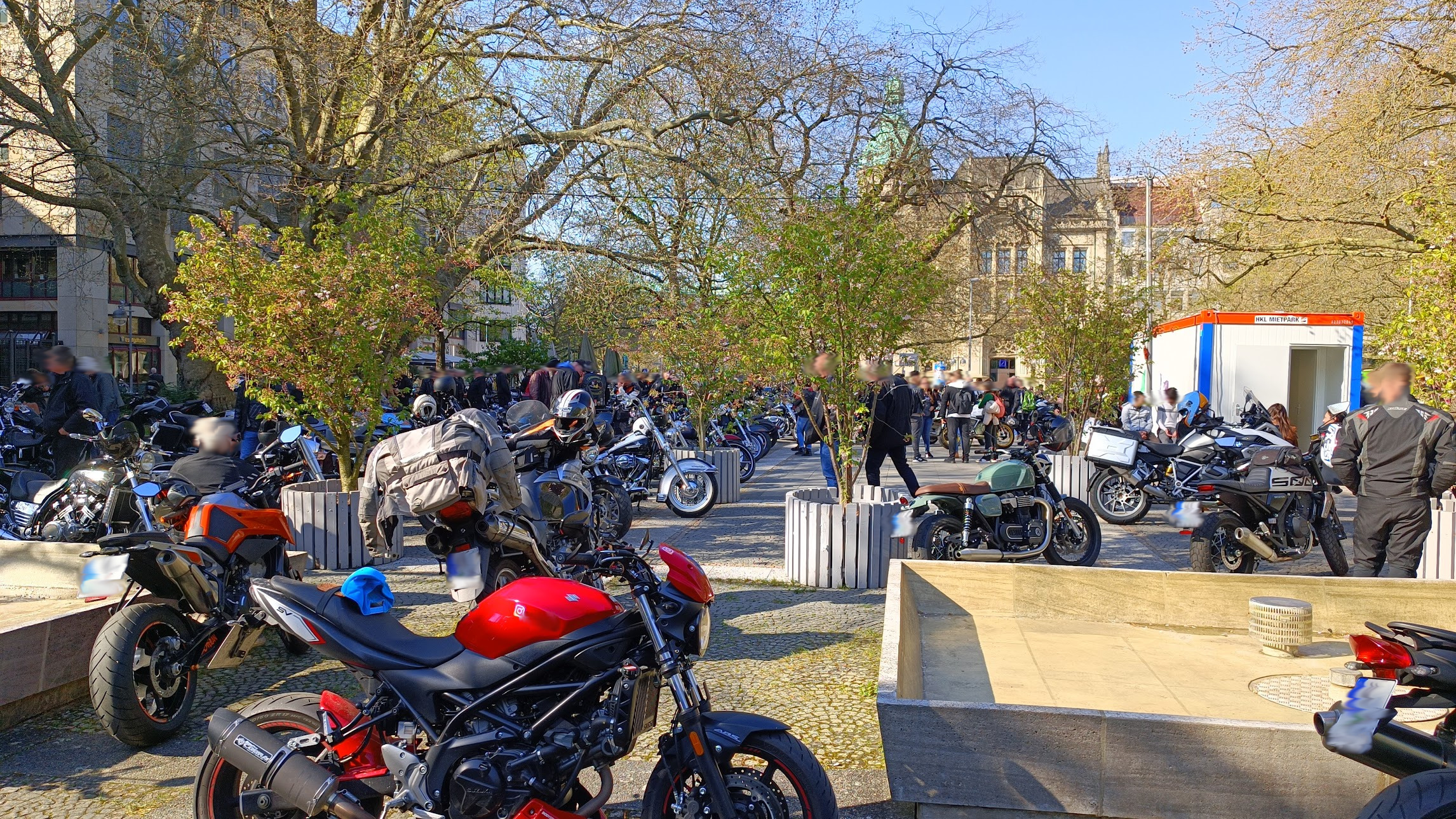
Motorradtreffpunkt auf dem Platz

Der Platz ist ein traditioneller Treffpunkt für Motorradfahrer, die sich dort Freitagnachmittags in einer Größenordnung von 200–300 Fahrern mit ihren Motorrädern einfinden. Das Treffen entstand im Jahr 1956 als Protest gegen die Absage des Eilenriederennens. Der Platz wurde ausgesucht, da er zentral liegt und Publikumsverkehr vorhanden ist. Das Treffen dient als Informationsaustausch unter Motorradfahrern. Auf dem Platz startet der jährliche Motorradgottesdienst (MoToGo), der im Anschluss als Konvoi durch Hannover führt.